# Riksdagen 1897
Riksdagen 1897 ägde rum i Stockholm.
Riksdagens kamrar sammanträdde i gamla riksdagshuset den 15 januari 1897. Riksdagsarbetet inleddes ceremoniellt genom riksdagens högtidliga öppnande i rikssalen på Stockholms slott den 19 januari. Kung Oscar II utnämnde som talman för Första kammaren Gustaf Sparre och som vice talman Edvard Casparsson. Som talman till Andra kammaren utnämnde kungen Robert De la Gardie och som vice talman Anders Danielsson. Riksdagen avslutades den 20 maj 1897.
Ålderspresident i andra kammaren var Johan Johansson i Noraskog.